# Santiago de Cuba
Pour les articles homonymes, voir Santiago (homonymie).
Santiago de Cuba est une ville portuaire et une municipalité de Cuba, capitale de la province de Santiago de Cuba. Avec une population de plus de 500 000 habitants, c'est la deuxième ville du pays après la capitale La Havane.

## Géographie

### Situation
La ville de Santiago de Cuba est dans le sud-est de l'île de Cuba et le sud-est de la province de Santiago de Cuba. Elle se trouve à 866 km sud-est de La Havane.
La ville est située au fond d'une baie profonde commandée par une passe étroite (200 m de large), qui s'ouvre sur la mer des Caraïbes. Le tout est enchâssé dans les montagnes de la sierra Maestra.
Sur la rive maritime, à environ 4 km à l'ouest de l'entrée de la baie de Santiago (es), se trouve la petite baie de Cabañas ; et la lagune de Baconao à environ 50 km à l'ouest — toujours sur la municipalité.

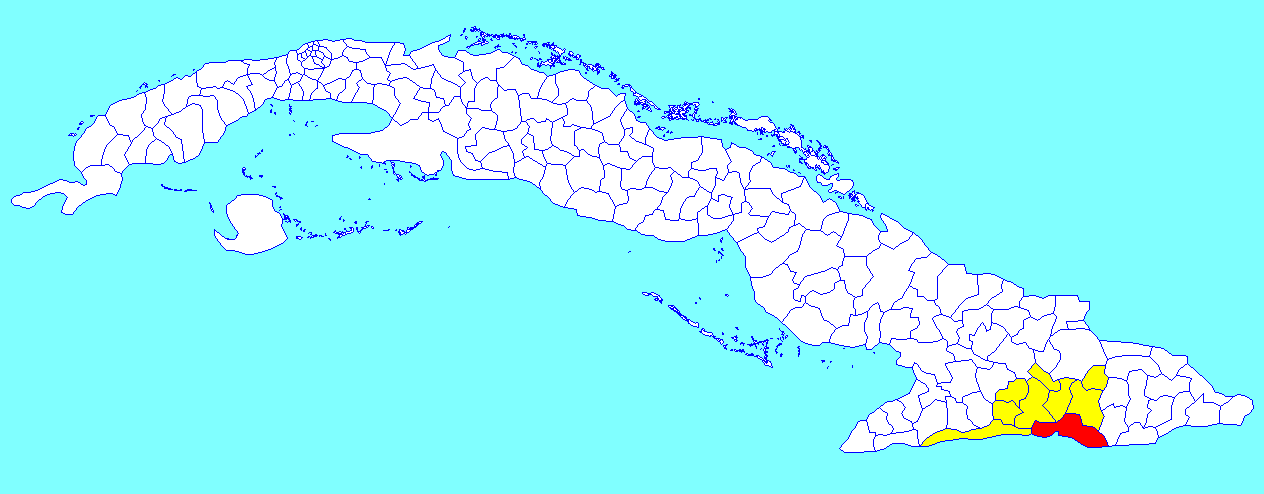
Municipalité de Santiago de Cuba dans la province de Santiago de Cuba
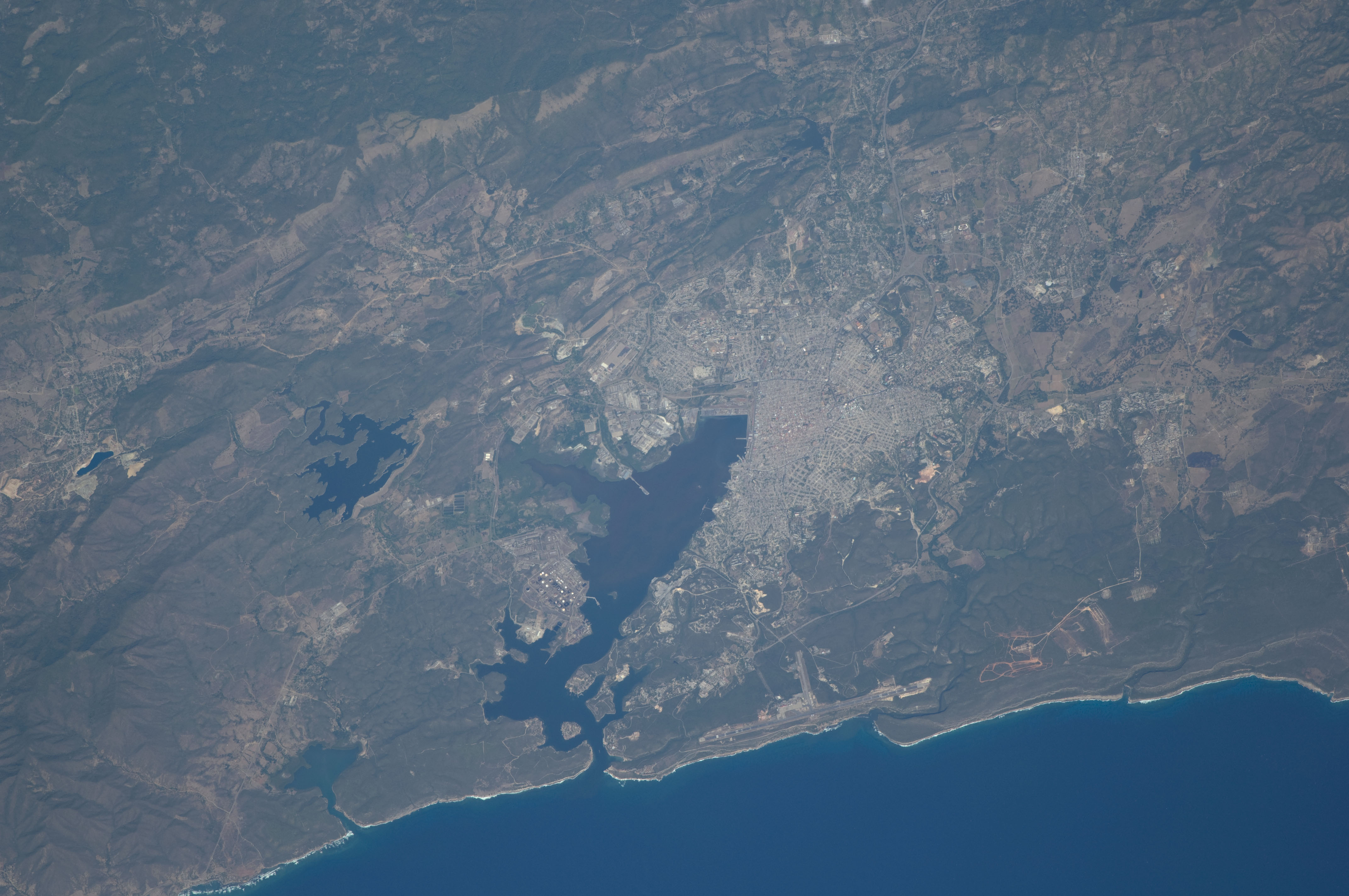
Santiago au fond de sa baie (es), réservoir Parada à l'ouest et baie de Cabañas

### Divisions administratives
La municipalité inclut 30 consejos populares :
- Distrito José Martí Sur
- Altamira
- Flores
- Ciudamar
- El Caney
- El Cobre
- El Cristo
- Siboney
- Poblado Boniato
- Santa Bárbara
- Distrito José Martí Norte
- Agüero Mar Verde
- Los Olmos
- Guillermón Moncada
- Los Maceo
- José María Heredia
- Vista Hermosa
- Veguita de Galo
- Chicharrones
- Sueño
- Vista Alegre
- 30 de Noviembre
- El Ramón
- El Escandel
- Sigua
- Mariana Grajales
- Manuel Isla
- Haydeé Santamaría
- Nuevo Vista Alegre
- Abel Santa María

## Population
En 2022, la population était estimée à 507 167 habitants ; pour une surface de 1 032 km2, la densité de population est de 491,6 habitants/km².
En 2015 elle était estimée à 510 000 habitants.

## Histoire
Santiago de Cuba fut fondée en 1514 par Diego Velázquez de Cuéllar.
Même si Baracoa fut la toute première ville construite par les conquistadors, Santiago eut toujours la primauté depuis le peuplement européen de l'île. Elle se situa très vite au premier rang des villes des Caraïbes, ceci surtout grâce à sa situation géographique et à son port abrité.

### LeXVIIesiècleespagnol
Oubliée par la couronne espagnole pendant le XVIIe siècle, elle survécut grâce au commerce de contrebande entretenu avec d’autres îles voisines telles la Jamaïque et Saint-Domingue. Ses habitants eurent beau s’enrichir par le biais de l'échange d'or, d'argent, du rhum et de la viande boucanée, ils se sentirent toujours menacés par la présence des pirates et corsaires qui maraudaient les enclaves espagnoles dans le bassin caribéen et pillaient les villes.
Ayant enfin réalisé l'importance géographique et économique de la ville, le gouvernement espagnol y fit dresser une première forteresse entre 1637 et 1638 ; Le château de San Pedro de la Roca faisait partie du système défensif de la côte sud de Cuba et est plus connu sous le nom de Castillo del Morro. Cet imposant fort qui surveille le chenal d’entrée de la baie de Santiago (es) servit de prison lors de la dernière guerre d'indépendance contre l'Espagne.
Ayant été abandonné pendant un demi-siècle, il fut presque complètement restauré dans les années 1980 et 1990 pour être finalement inscrit au patrimoine mondial de l'UNESCO en 1997. À 50 km à l'est de Santiago, se trouve le parc Baconao, le plus grand parc naturel de toute l'île de Cuba.
En 1804, les colons français chassés de Saint-Domingue lorsque Haïti eut pris son indépendance débarquèrent dans ce port de Cuba. Ils sont à l'origine du « quartier français ». Ils introduisirent dans l'île la culture du café, ainsi que la vogue des cafés-concerts. Le plus fameux s'appelait « Tivoli », et le quartier français porte aussi ce nom.

### La Guerre hispano-américaine
En 1898, la ville fut le théâtre de la bataille de Santiago de Cuba, opération décisive dans la guerre hispano-américaine, qui mena Cuba vers son indépendance.

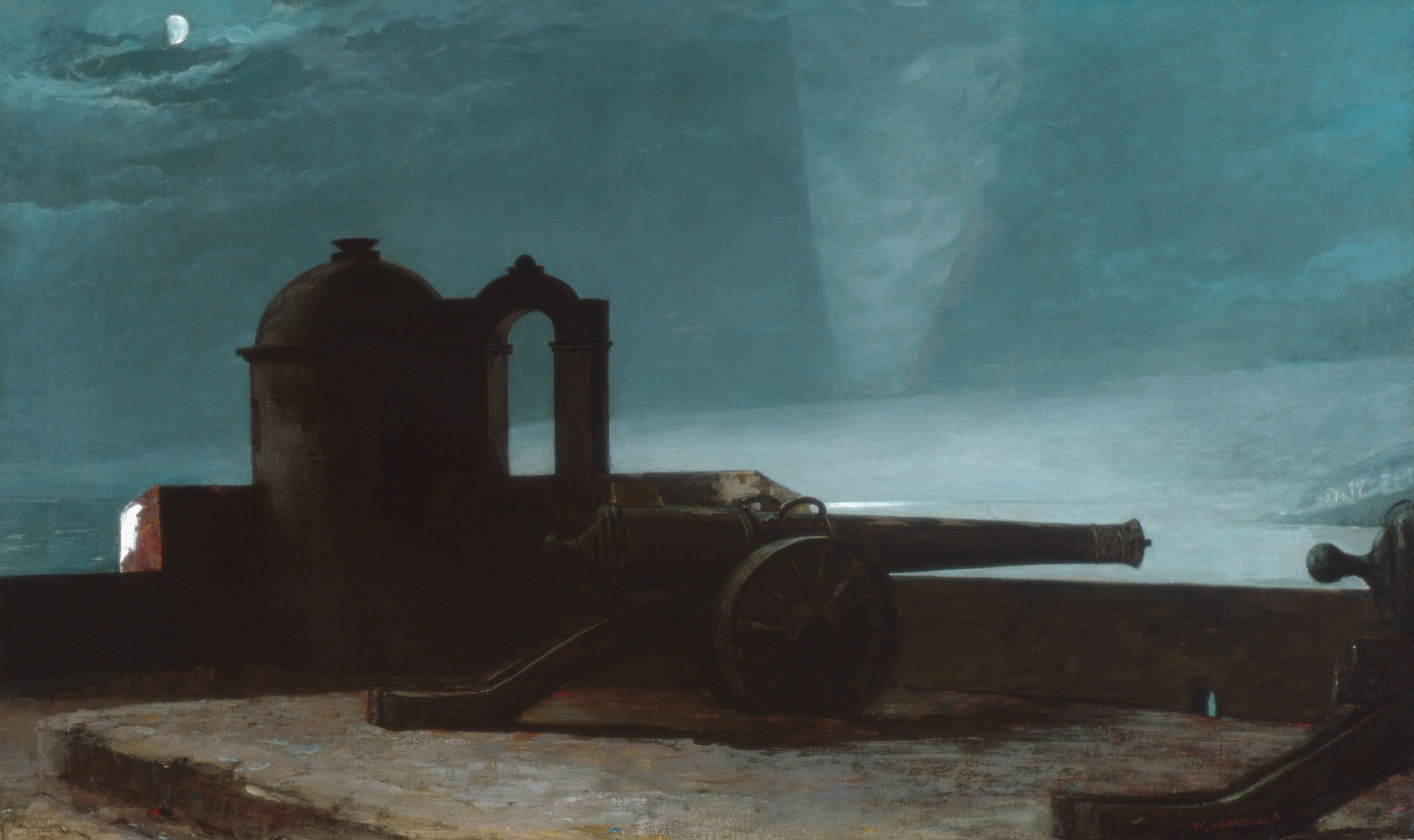
Searchlight on Harbor Entrance, Santiago de Cuba (projecteur à l'entrée du port), 1901
Metropolitan Museum of Art, New York

Le peintre américain Winslow Homer revisite en 1901, un dessin de 1885 du château de Morro après la guerre hispano-cubano-américaine de 1898. Dans la toile qui en résulte, il se concentre sur un projecteur électrique utilisé par la marine américaine pour empêcher la flotte espagnole de s'échapper du port de Santiago jusqu'à ce qu'elle puisse être vaincue.

### Cuba indépendant auXXesiècle
L'histoire de Santiago enregistre une série de tremblements de terre qui restent encore dans la mémoire des plus âgés, comme celui de 1932 qui a détruit une partie du centre-ville, et avait sérieusement endommagé une des deux tours de la basilique-cathédrale Notre-Dame-de-l'Assomption.
Santiago était le chef-lieu de l’ancienne province d’Oriente (es) jusqu’en 1976, année où Cuba fut découpée en 14 nouvelles provinces. La ville garda quand même son statut de deuxième plus grande ville du pays, comptant quelque 500 000 habitants avec une tendance croissante à s’étendre vers la banlieue.
C'est à Santiago que Fidel Castro lança son attaque manquée sur la caserne de Moncada le 26 juillet 1953, entraînant un groupe de 125 jeunes combattants, dont son frère Raúl, qui ont pour la plupart trouvé la mort le jour même, après avoir été torturés et éventuellement assassinés. Ce bastion militaire du régime de Batista était à l’époque la deuxième plus importante forteresse de Cuba après le quartier général de Columbia à La Havane.
La caserne de Moncada fut transformée en école et musée après la révolution cubaine. L'histoire de l’échec de l’assaut lancé sur les lieux reste toujours controversée, du fait que Castro a exposé la vie d’une troupe de jeunes gens âgés en moyenne de moins de 25 ans, la plupart mal entraînés, méconnaissant Santiago et ses alentours vu qu'ils venaient en grande partie de La Havane et l’Ouest de Cuba. La nouvelle de l’attaque se répandit rapidement dans Cuba et la répression générale ne se fit pas attendre. L’événement projeta Castro au premier plan quand, au cours d'un procès extraordinaire, il prononça sa célèbre plaidoirie entrée dans l'histoire de Cuba sous le nom de « L'Histoire m'acquittera ».

### Économie
Santiago, qui est un important port de pêche, est également un centre d'exportation du cuivre, du fer et des produits agricoles de la région environnante. Les établissements industriels de la ville sont diversifiés : fonderies, distilleries, fabriques de cigares, de savons et de matériaux de construction. La ville abrite une université.[réf. nécessaire]

### Tourisme

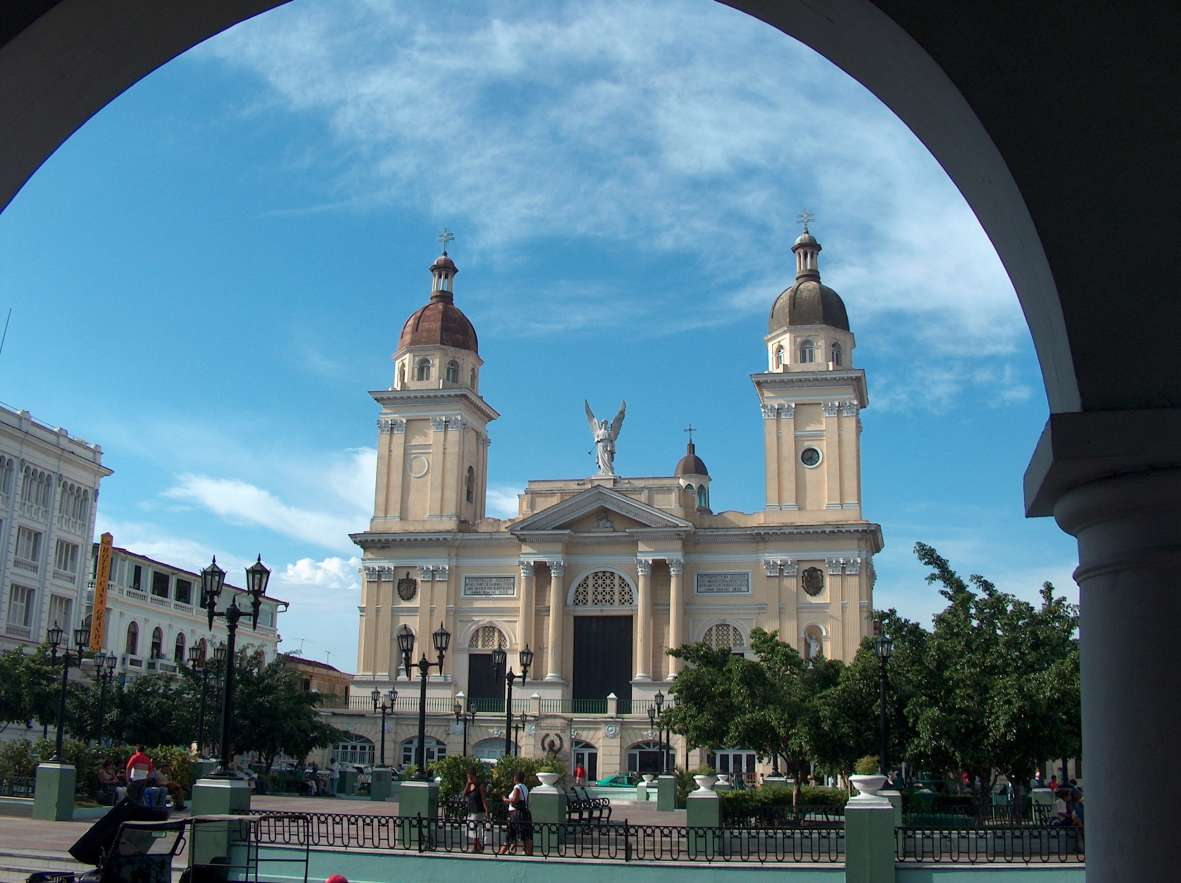
Centre historique et sa basilique-cathédrale.

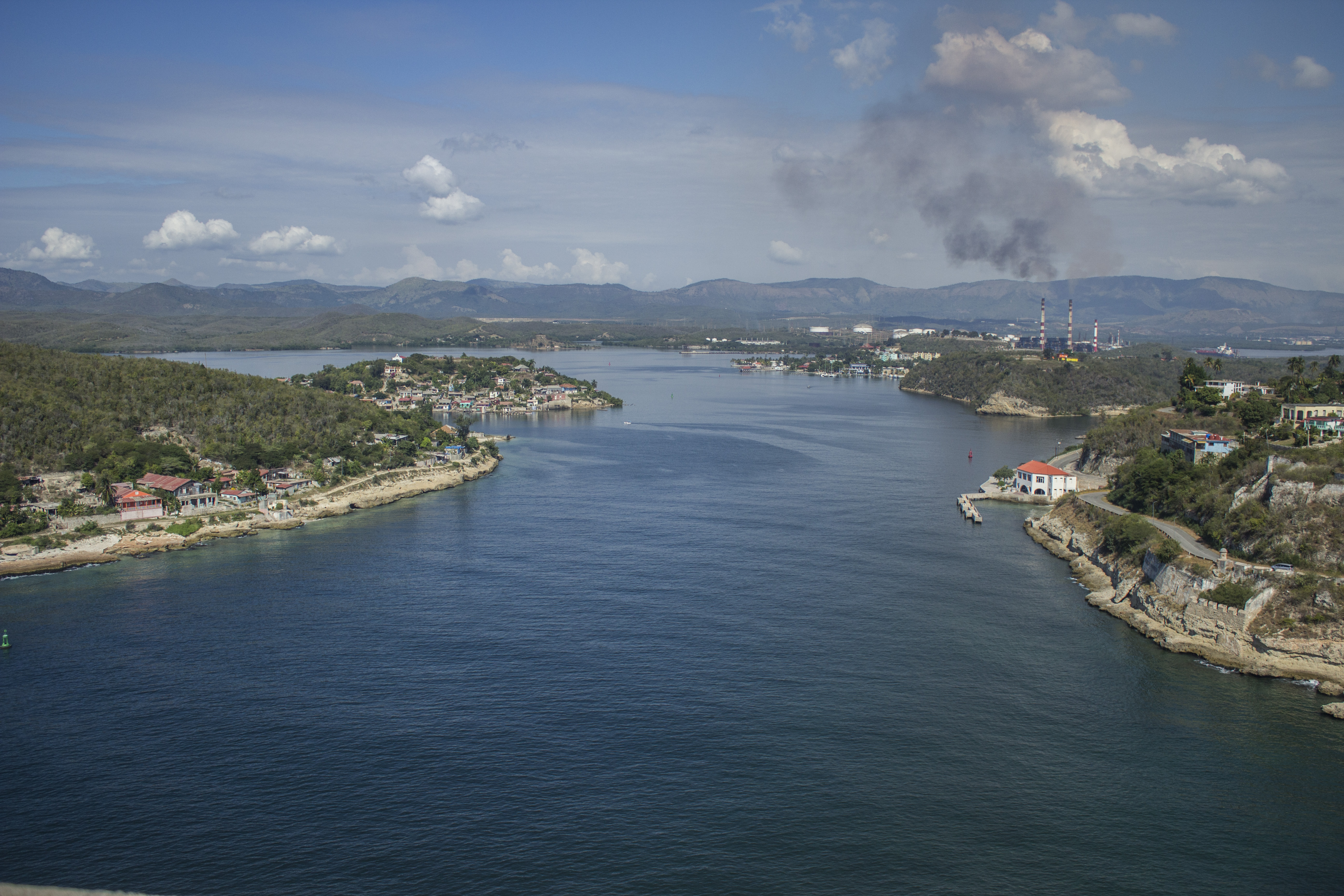
Vue vers la baie depuis El Morro

Le tourisme est une des principales activités économiques de la ville, puisqu’il s’agit de la deuxième ville la plus importante de l’île et la plus emblématique du Sud de Cuba.
Son riche héritage historique vient du fait de sa précoce fondation et de son rôle lors de la révolution, un héritage que ses constructions reflètent aujourd’hui, comme c’est le cas de la place de la révolution ou de la caserne de Moncada. De plus, son emplacement sur la baie de Santiago a été la raison de sa puissance économique pendant plusieurs années, faisant d’elle la capitale cubaine durant quelque temps.
Dans la ville, il y a de nombreux lieux à visiter comme le parc Céspedes ou la cathédrale de Notre-Dame de la Asunción, entourés d’édifices présentant un riche style architectonique. Son caractère animé est présent dans ses rues, où la tradition et la culture se respirent, par exemple sur la rue Heredia et à la Casa de la Trova.
Aux alentours de Santiago de Cuba, il existe des sites pour le tourisme de montagne autour du parc national de Turquino (es), de La Gran Piedra ou du parc national de Baconao, au milieu d’un paysage de végétation exubérante, ainsi que pour les amants de l’histoire, comme le château de San Pedro de la Roca, déclaré patrimoine de l’humanité par l’UNESCO depuis 1997.
Grâce à des endroits comme Cayo Granma ou la plage Cazonal, Santiago de Cuba est une bonne destination aussi pour ceux qui cherchent le soleil et la plage ou faire de la plongée dans des eaux cristallines.
Santiago de Cuba compte de nombreux lieux d’intérêt touristique comme :
- Parc historique Abel Santamaría
- Château de San Pedro de la Roca
- Casa de la Trova
- Musée de la Lutte clandestine
- Chivirico
- Caserne de Moncada
- Pico Turquino
- Cimetière Sainte Iphigénie
- Place de la Révolution
- Cathédrale de Notre-Dame de l'Assomption

### El Cobre
Tout près de Santiago de Cuba, sur les lieux connus sous le nom de « Santiago del Prado », et à présent rebaptisés « El Cobre », a commencé l’exploitation des premières mines de cuivre à ciel ouvert découvertes par les Conquistadores en Amérique. Le minerai fut exploité jusqu’à très récemment lorsque les filons s’épuisèrent et de l'or fut déniché aux abords des anciens chantiers.
C’est sans doute à El Cobre que les esclaves se révoltèrent pour la première fois à Cuba contre leurs maîtres et une nouvelle main-d’œuvre, à moitié chinoise, à moitié espagnole a dû être amenée sur place. El Cobre devint aussi un haut lieu de pèlerinage pour les Cubains et non-Cubains grâce à la basilique Notre-Dame-de-Charité d'El Cobre qui se dresse au point le plus élevé du village.
Le temple abrite depuis longtemps une chapelle dédiée à la « Vierge métisse de la Charité (es) », vénérée de partout à Cuba et dont le culte s’est répandu ailleurs entraînant le 8 septembre, grand jour de célébration, des foules venues des quatre coins du monde pour déposer des offrandes et faire des vœux à leur Vierge chérie en attendant des faveurs et la grâce divine moyennant son intercession devant le bon Dieu. Déjà vers la fin du XIXe siècle, les Mambises, l’Armée pour l’indépendance de Cuba, l’avaient déclarée « sainte patronne » de Cuba, elle le devint officiellement en 1916, d’après une bulle papale. Mais parallèlement commença à Cuba un long et enchevêtré processus de transculturation et mélange qui conduisirent inévitablement à la naissance d’une ample gamme de croyances religieuses.

## Le carnaval
Ce célèbre carnaval a une origine religieuse : depuis la fin du XVIIe siècle, des processions et des festivités ont lieu tous les ans, du 24 juin au 26 juillet en l'honneur du saint patron de la ville, l'apôtre saint Jacques. À la fin du défilé, les esclaves membres des cabildos (sociétés de secours mutuel qui gardaient vivantes les langues, les traditions et les croyances africaines) étaient autorisés à sortir dans les rues où ils chantaient en s'accompagnant de tambours, de crécelles et d'autres instruments. Ils annonçaient les comparsas, ces groupes portant des masques ou des costumes, des banderoles, des capes et des farolas (lampions) et dansant au rythme de la conga. Dans la seconde quinzaine de juillet, la ville entière est en fête, chaque quartier se doit de prendre part au défilé avec au moins une comparsa.

## La Casa de la Trova
À l’intersection des rues Heredia et San Félix, au no 206, se dresse la Casa de la Trova. À l’intérieur de cette pittoresque demeure coloniale achevée dans la première moitié du XIXe siècle, est né, en date du 23 octobre 1844, Rafael Pascual Salcedo. Il deviendra l’un des musiciens santiaguais les plus connus de son époque et aussi fondateur d’un important mouvement musical cubain qui sera connu plus tard sous le nom de la Vieja Trova.
La maison à présent occupée par la Casa de la Trova appartenait au début du XXe siècle à un marchand nommé Virgilio Palais. Celui-ci avait réussi à réunir dans son café un groupe de musiciens en provenance de plusieurs quartiers de la ville. Ainsi, derrière les fenêtres en bois massif et fer forgé, et les longs balcons surélevés sur les trottoirs, est née la Trova, chanson traditionnelle cubaine imprégnée d’un contenu romantique et « contagieux » se faisant accompagner des percussions et de guitares. Cette nouvelle vague musicale a fait le tour du monde.

## Jumelage
- Le Lamentin (France) depuis 1996, accord de jumelage signé par Pierre Samot et Nicolas Carbonell, respectivement maires du Lamentin et de Santiago de Cuba.

## Personnalités
- François Antommarchi (1789-1838), dernier médecin de Napoléon Ier, empereur des Français, sur l'île de Sainte-Hélène, mort à Santiago de Cuba.
- Emilio Correa (1953-), boxeur, champion olympique en 1972, est né à Santiago de Cuba.
- Daniel Núñez (1958-), haltérophile, champion olympique en 1980.